# Parti communiste genevois
Ne doit pas être confondu avec Les Communistes.
Le Parti communiste genevois, appelé aussi « Les communistes », est un parti politique du canton de Genève (Suisse) qui existe depuis 2002.
Le parti est fondé en 2002 par des membres de la section genevoise du Parti suisse du Travail, comme Salika Wenger, et des militants provenant d'horizons divers, comme Jérôme Béguin.
Le Parti communiste genevois organise et participe à de nombreuses manifestations, à des référendums et initiatives, notamment pour la gratuité des Transports publics genevois ou contre la Loi sur l'aide sociale individuelle (LASI). Le parti dispose d'un siège social située rue Fendt à Genève, d'un journal, L'Opium du Peuple, et d'un site Internet. En 2006, le parti participe à la fondation de la coalition À gauche toute ! Genève qui réunit les organisations à la gauche du Parti socialiste. 
En 2010, le parti communiste genevois participe à la fondation de la coalition de La Gauche. Cependant, lors des élections fédérales de 2011, le parti communiste genevois et le PDT n'ont pas participé à la coalition de La Gauche.